# Personnages de Final Fantasy XVI
Final Fantasy XVI, un jeu de rôle d'action développé, publié et publié par Square Enix en 2023, est la seizième entrée principale de la série Final Fantasy. La conception du monde du jeu est le fruit d'une collaboration entre le producteur Naoki Yoshida, le co-réalisateur Hiroshi Takai, le co-réalisateur et scénariste principal Kazutoyo Maehiro et le directeur artistique Hiroshi Minagawa. Les personnages et les monstres invoqués, appelés ici Primordiaux, ont été conçus par Kazuya Takahashi, tandis que Michael-Christopher Koji Fox s'est occupé de la localisation et a aidé à l'écriture.
L'intrigue tourne autour d'une guerre des ressources dans le monde de Valisthéa, avec des êtres magiques surnommés Primordiaux et leurs hôtes humains – les Émissaires – jouant un rôle-clé dans le conflit. Le protagoniste principal est Clive Rosfield, un fils du duc de Rosalia qui se lance dans une quête de vengeance après avoir été trahi et être devenu l'hôte du mystérieux Primordial Ifrit. Ses principaux compagnons sont Jill Warrick, une ancienne princesse des Territoires du Nord et Émissaire de Shiva ; et Cidolfus Telamon, un combattant pour les utilisateurs de magie abusés et Émissaire de Ramuh. Les autres personnages majeurs sont Joshua Rosfield, le frère cadet de Clive et Émissaire de Phénix ; Hugo Kupka, Émissaire de Titan et personnage politique clé de la République de Dhalméquie ; Barnabas Tharmr, roi de Valoed et Émissaire d'Odin ; Benedikta Harman, une espionne de Valoed et Émissaire de Garuda ; et Dion Lesage, prince héritier de Sanbrèque et Émissaire de Bahamut.
L’objectif était de créer un scénario de dark fantasy mature, axé sur les thèmes de l’amour, de l’interdépendance du bien et du mal et des valeurs conflictuelles. Maehiro a créé le premier monde basé sur le rôle central des Primordiaux. L'équipe s'est inspirée très tôt de la série télévisée Game of Thrones, ainsi que d'animes classiques et contemporains. Les conceptions des personnages de Takahashi, qui sont connues pour avoir un style léger, ont été ajustées pour être plus sombres et s'adapter à l'esthétique du monde. Le doublage du jeu a donné la priorité aux acteurs européens plutôt qu'aux américains, l'enregistrement en anglais et la capture de mouvements venant avant le japonais. L'accueil réservé au casting a été positif, avec des éloges allant souvent au développement du personnage de Clive et aux performances anglophones. Les critiques se sont concentrées sur la manière dont sont représentés les thèmes de l’histoire. Des discussions supplémentaires ont eu lieu sur le manque perçu de diversité ethnique dans le monde et au sein du casting, ainsi que sur l'inclusion de personnages LGBT.

## Création et développement
Le concept et le décor de Final Fantasy XVI ont été créés par le producteur Naoki Yoshida, le co-réalisateur Hiroshi Takai, le co-réalisateur et scénariste principal Kazutoyo Maehiro et le directeur artistique Hiroshi Minagawa,. Contrairement aux titres Final Fantasy plus récents, qui comportaient des éléments de science-fiction, Final Fantasy XVI est revenu à un cadre plus proche de la high fantasy et médiévale. Takai voulait un récit de dark fantasy mature qui aborderait des thèmes difficiles. Yoshida souhaitait que le jeu ne s'adresse ni aux enfants ni aux adultes, mais plutôt aux « joueurs de toutes les générations ». Il souhaitait également séparer le jeu des stéréotypes généralement associés, tels qu'un style artistique inspiré des anime japonais et une histoire centrée sur des personnages adolescents. Le monde et la conception narrative de Maehiro s'inspirent de la mythologie grecque.
La première décision a été de mettre en avant les Primordiaux, la version du jeu des invocations, élément récurrent de la série Final Fantasy, dans un rôle central. Avec cela à l'esprit, Maehiro a d'abord créé la carte de Valisthea, en basant les emplacements des Primordiaux et des nations autour de ces éléments, puis en écrivant l'histoire de Clive pour la placer dans ces événements et ces zones. L'utilisation de deux Primordiaux de feu fait référence aux premières idées grecques selon lesquelles la vie originelle était dans le feu, les Primordiaux Phénix et Ifrit étant conçus comme une paire contrastée. Les cristaux, un autre élément récurrent de la série, ont été présentés comme une analogie avec les combustibles fossiles épuisés, tandis que les Émissaires et les Primordiaux ont servi d'analogies aux armes de destruction massive,. Un slogan marketing récurrent, « L'héritage des cristaux a façonné notre histoire pendant assez longtemps », était censé symboliser à la fois une rupture avec le style de science-fiction des entrées récentes et une remise en question du rôle du cristal dans la transmission du pouvoir aux humains. Bien que les mascottes récurrentes de Final Fantasy, les Chocobos et les Mogs, aient été omises pendant la conception initiale, les protestations du personnel ont incité Maehiro à ajuster la conception de son monde pour permettre leur inclusion.
Le récit initial s'inspire des premières saisons de la série télévisée Game of Thrones. D'autres inspirations, notamment des anime classiques et contemporains, ont été utilisées pour éviter trop de similitudes avec Game of Thrones. Les batailles de Primordiaux ont été inspirées par les batailles à grande échelle d'Ultraman et de Neon Genesis Evangelion. Maehiro a créé le script initial, qui a été vérifié et complété par le responsable de la localisation Michael-Christopher Koji Fox. En plus du scénario, les dialogues du jeu ont été écrits avant que la conception du jeu ne soit finalisée. Bien que l'histoire générale soit sombre, l'équipe a choisi d'inclure également des éléments légers. Lors de la création de la conception du monde et de l'histoire, l'équipe a pris en compte les critiques de Final Fantasy XV (sorti en 2016), notamment la présentation fragmentée de l'histoire. En raison de la grande envergure du jeu, l'équipe a souvent envisagé de couper l'un des deux continents, mais les a conservés tous les deux pour éviter des réécritures perturbatrices ; cependant, Takai et Maehiro ont décrit l'effort de faire fonctionner les deux continents comme « un enfer ». Comparé à d'autres titres Final Fantasy récents, il n'y avait pas de plan pour du « contenu tertiaire » tel que du contenu téléchargeable (DLC) et des livres, mais plutôt l'histoire entière racontée dans le jeu,. En raison des réponses positives du jeu, une équipe dédiée a créé un DLC explorant les éléments de fond du récit liés à la civilisation déchue et au Primordial Léviathan.
L'histoire se concentre sur le protagoniste principal, Clive Rosfield, et sur les relations qu'il noue avec différentes personnes à travers les nations en guerre. Le thème central de l'histoire était le conflit de valeurs entre différentes personnes, ainsi que le choix d'accepter ou de résister à un destin donné. Deux autres thèmes soulignés par l'équipe étaient l'interdépendance et l'ambiguïté du bien et du mal, inspirés par la trilogie The Dark Knight de Christopher Nolan, et différentes formes d'amour, que ce soit pour une nation ou une personne. Alors que l'intrigue initiale se concentrait sur la quête de vengeance de Clive, l'histoire s'est ensuite orientée vers les rivalités politiques, puis vers l'identité personnelle, reflétant l'évolution de la vision du monde de Clive. Le sort de Clive et Joshua, ainsi que la paternité d'un livre d'histoire vu dans la séquence post-générique, ont été laissés délibérément ambigus. S'exprimant sur la représentation de la diversité ethnique dans le monde du jeu, Yoshida a déclaré que son manque relatif de diversité s'intégrait à la fois dans son cadre européen médiéval et dans l'isolement dans l'univers des terres de Valisthéa. Il a admis des problèmes potentiels de représentation, mais a prévu des problèmes liés à la fois à la rupture de l'immersion du joueur dans le décor et aux stéréotypes problématiques associés aux protagonistes ou aux antagonistes. L'équipe a finalement décidé de se concentrer sur la personnalité et le récit des personnages plutôt que sur leur apparence. Par la suite, il a noté que le monde du jeu était inspiré par des cultures du monde entier, reconnaissant que certains pourraient être en désaccord avec leur approche.
La conception visuelle du monde a été inspirée par Game of Thrones, Minagawa s'inspirant directement des paysages du nord de l'Angleterre, de la Slovénie, du Moyen-Orient, de l'Afrique et de Dalmasca de Final Fantasy XII,. Les personnages et les Primordiaux ont été conçus par Kazuya Takahashi, connu pour son travail sur Final Fantasy XIV. Minagawa a décrit le mélange du style d'illustration clair de Takahashi avec le ton sombre du jeu comme son plus grand défi lors de la finalisation de la conception artistique. Les jobs classiques de Final Fantasy ont été utilisées comme source d'inspiration pour la conception des ennemis et de certains PNJ. Les Primordiaux sont basés sur des invocations établies et populaires de toute la série Final Fantasy, Ifrit ayant joué un rôle important pour contraster sa représentation antérieure en tant qu'invocation pour débutants. Leurs caractéristiques physiques établies et leurs styles de combat possibles ont influencé leur conception. Ils ont été inspirés par des versions plus anciennes de sprites des premiers titres de Final Fantasy. Deux des Primordiaux, Ifrit et Phénix, ont été présentés dans le logo illustré par Yoshitaka Amano et ont été conçus sur la base de l'histoire et des thèmes du jeu.
Bien que le script initial ait été écrit en japonais, Fox l'a localisé et réécrit pour qu'il fonctionne en anglais, puis le script japonais final a été ajusté pour correspondre à la version anglaise. Contrairement aux entrées précédentes, les cinématiques ont été capturées en anglais. De ce fait, il n'y a pas eu de synchronisation labiale japonaise, bien que l'équipe ait essayé sans succès d'utiliser un système automatisé pour faire correspondre le doublage japonais aux personnages. La directrice de la performance était Hannah Price. Yoshida est resté à l'écart du processus d'enregistrement à la fois en raison de la politique de l'entreprise et par « respect » pour les auteurs, car il aurait probablement contredit leurs décisions et causé des problèmes. Le travail de doublage en anglais a été réalisé par des acteurs européens, une approche non standard visant à plaire au marché nord-américain. Les accents des personnages ont été choisis pour communiquer la localité de différents personnages, un exemple cité étant l'utilisation d'un accent geordie (en) pour les personnes du nord de Valisthéa. Les travaux d'enregistrement vocal et de capture de mouvement ont commencé en 2019, les rôles étant gardés secrets à l'aide de plannings d'enregistrement dispersés et de noms de code de personnages.

## Personnages principaux

### Clive Rosfield
Clive Rosfield (クライヴ・ロズフィールド, Kuraivu Rozufīrudo) est le personnage principal et personnage contrôlable de Final Fantasy XVI. Premier né du Duc de Rosalia, il est désavoué après avoir éhoué à devenir l'Émissaire de Phénix. Il se forme alors au maniement de l'épée et devient le gardien de son frère cadet Joshua, qui deviendra Émissaire à sa place. Ce dernier partagera une partie des pouvoirs de Phénix avec Clive, qui peut utiliser la magie. A l'âge de 15 ans, la mère de Clive et Joshua, Anabella, trahit Rosalia pour Sanbrèque et Clive voit alors l'éveil du Primordial Ifrit qui vainc le Phénix dans un combat. Livré aux forces de Sanbrèque qui le réduit en esclavage, il jure vengeance envers Ifrit. Après sept ans comme pourvoyeur esclave, il fuit les rangs de Sanbrèque en sauvant Jill, son ami d'enfance, et rejoint Cid, un Émissaire rebelle. Après avoir compris qu'il était l'Émissaire d'Ifrit, Clive accepte de suivre Cid dans sa volonté de détruire les Cristaux-mères de Valisthéa et de mettre fin au Fléau noir. A la mort de Cid, il reprend son nom et continue le combat aux côtés de Jill, avec qui il commence une histoire amoureuse. En apprenant la véritable nature des Cristaux-mères, il comprend qu'il est le "Mythos", un humain qui servira de vaisseau pour Ultima, un être d'une race ancienne qui souhaite ressusciter son peuple, mais Clive, refusant son destin pour devenir le rebelle "Logos", détruit Ultima et le dernier Cristal-mère, provoquant la disparition de la magie de tout Valisthéa. Il est vu pour la dernière fois gisant sur une plage, les mains en début de pétrification, signe d'un abus de magie, mais son sort final reste incertain.
La conception de Clive est basée sur l'archétype d'un prince des ténèbres. Takahashi a créé son armure et ses vêtements selon les spécifications de conception d'un pays avec peu de puissance, avec sa carrure musclée destinée à plaire au marché occidental. Il était initialement prévu qu'il ait des cheveux argentés, que Takahashi a changés en noirs pour refléter le ton sombre du jeu. La conception de Clive est le fruit d'un effort collaboratif entre l'équipe artistique et l'équipe d'animation, cette dernière contribuant à rendre le modèle de jeu de Clive plus réaliste et naturel. Son nom a été choisi parce que Yoshida aimait sa sonorité. Clive est doublé par Ben Starr en anglais, par Marc Arnaud en français et en japonais par Yuma Uchida en tant qu'enfant et Yūya Uchida en tant qu'adulte. Starr avait initialement auditionné pour un autre personnage mineur, mais le personnel anglais et japonais ont été impressionnés par sa voix et ont décidé de le redistribuer pour incarner Clive. Starr n'était pas préparé à l'ampleur de son rôle et a noté la difficulté de certains enregistrements, car ils n'avaient aucune autre version à laquelle se référer. Il s'est inspiré du personnage de Justin Theroux dans The Leftovers pour son interprétation, faisant référence à la « masculinité déformée » de Clive et à son refus de pleurer.
Clive est ensuite apparu en tant que personnage invité dans Tekken 8, via un contenu téléchargeable publié en décembre 2024.

### Joshua Rosfield
Joshua Rosfield (ジョシュア・ロズフィールド, Joshua Rozufīrudo) est le frère cadet de Clive, deuxième fils du Duc de Rosalia et Émissaire du Phénix. Il est plus chétif et frêle que son frère, et peu intéressé par son rôle d'Émissaire. Lors de l'attaque de son pays et assistant à la mort de son père, Joshua s'éveille comme Phénix et attaque alliés comme ennemis jusqu'à ce qu'Ifrit, l'autre Primordial de feu, se manifeste et semble le tuer. En réalité, le Phénix l'a ramené à la vie, mais il vivra une vie d'ermite, caché. Il découvrira l'existence d'Ultima et, pour empêcher Clive de devenir son pantin, il scelle une partie du corps d'Ultima dans son propre corps. Joshua tentera de s'allier à Dion Lesage, avant de retrouver Clive et de se battre à ses côtés contre Ultima. Il est mortellement blessé après qu'Ultima ne récupère la partie de son corps piégé, et se sacrifie pour donner les pleins pouvoirs du Phénix à Clive. Il est vu à la fin pendant que Clive soigne ses blessures avec les pouvoirs d'Ultima. Dans une scène post-générique, un livre intitulé Final Fantasy est vu signé du nom de Joshua Rosfield.
Takahashi a créé le design de Joshua pour transmettre le besoin de le protéger, tandis que sa forme Phénix était censée être la moins inhabituelle des Eikons en raison de sa présence imposante. Joshua est doublé par Logan Hannan en anglais, par Rune Carmes en français et Natsumi Fujiwara en japonais. À l'âge adulte, il est doublé par Jonathan Case en anglais, Hervé Grull en français et Takeo Ōtsuka en japonais. La capture de mouvement de Joshua lorsqu'il était enfant a été réalisée par un acteur à peu près de son âge, mais lorsque l'enregistrement de la voix est arrivé, la voix de cet acteur était cassée et le rôle a dû être redistribué. Hannan a été embauché après que Fox a joué à A Plague Tale: Innocence, dans lequel Hannan jouait Hugo. Joshua était le premier rôle de Case dans un jeu vidéo, et il s'y est lancé sans idées préconçues sur la façon d'interpréter le rôle.

### Cidolfus Télamon
Cidolfus Telamon (シドルファス・テラモーン, Shidorufasu Teramōn), aussi surnommé "Cid" (シド, Shido) par ses amis, est un leader rebelle au sein de Valisthéa cherchant à libérer les Pourvoyeurs, les humains capables d'utiliser la magie sans cristal, de l'esclavage. Il est un étranger qui s'est éveillé à son rôle d'Émissaire de Ramuh en arrivant à Valisthéa ; il s'est d'abord allié au royaume de Valoed avant de s'éloigner du pays, ne partageant plus la même vision que les dirigeants. Ayant compris que les Cristaux-mères drainaient l'éther environnant de Valisthéa et causaient le Fleau noir, il a juré leur destruction et parvient à s'allier avec Clive et Jill dans ce combat, tout en leur cachant qu'il est mourant, ayant commencé sa pétrification à cause d'une trop grande utilisation de ses pouvoirs. En détruisant le Cristal-mère de Sanbrèque, la partie d'Ultima qu'il contient l'attaque et le blesses mortellement. Il donne les pouvoirs de Ramuh à Clive dans ses derniers instants.
Cidolfus est une incarnation d'un personnage récurrent de la série Final Fantasy. Yoshida a décrit Cid comme agissant comme une figure paternelle pour Clive après son sauvetage. Son design était destiné à être celui d'un homme plus âgé « cool ». Cid est doublé par Ralph Ineson en anglais, Jérémie Covillault en français et Hiroshi Shirokuma en japonais. Ineson, qui avait travaillé sur des jeux vidéo et des séries, notamment Game of Thrones, terminait ses scènes tôt et travaillait généralement avec Starr, n'apprenant la vérité sur le projet que près de la fin.

### Jill Warrick
Jill Warrick (ジル・ワーリック, Jiru Wārikku) est le personnage féminin principal de Final Fantasy XVI. Princesse des Territoires du Nord détruits, elle a vécu une partie de son enfance avec Clive et Joshua à Rosalia comme otage politique. Après l'attaque de Sanbrèque, elle s'éveille comme Émissaire de Shiva et finit esclave du Royaume de Fer, utilisée comme arme de guerre. Libérée par Clive et Cid, elle rejoint leur cause pour la destruction des Cristaux-mères et prend sa revanche sur le chef religieux du Royaume de Fer. À la mort de Cid, elle devient la conseillère de Clive, et les deux tombent amoureux. Épuisée par son rôle d'Émissaire et après avoir été une nouvelle fois capturée par Barnabas, Jill devient incapable de se transformer sans risquer sa vie et préfère donner les pouvoirs de Shiva à Clive. Elle reste ainsi derrière quand Clive part affronter Ultima.
Le brief de Takahashi pour Jill était un personnage qui a beaucoup souffert dans sa vie, avec sa forme adulte ayant un visage et des manières plus sévères que lorsqu'elle était enfant. Sa forme Shiva était destinée à être royale, avec un diadème et une cape, ainsi qu'un grand manteau pour agrandir sa présence. Jill est doublée en anglais par Charlotte McBurney en tant qu'enfant et Susannah Fielding en tant qu'adulte, Claire Baradat en français et en japonais par Megumi Han. Tout comme Starr, Fielding n'était pas préparée à l'ampleur de son rôle, et les deux ont eu plusieurs scènes où les deux personnages essayaient de se connecter. Elle a apprécié l'évolution du personnage de Jill, passant d'une figure affaiblie à la redécouverte de sa force.

### Talgor
Talgor, en version originale Torgal (トルガル, Torugaru) est le loup domestiqué de Clive. Sauvé encore louveteau des Territoires du Nord ravagés par le Fléau noir, il a été recueilli par Cid après l'apparition d'Ifrit et la chute de Rosalia. Il finit par retrouver Clive et Jill, et les rejoint dans leurs combats. Il développe la capacité de canaliser les pouvoirs magiques de ses maîtres, ce qui amène à penser qu'il serait un Loup de Glace, une race rare descendant des compagnons antiques de l'Émissaire de Shiva qui peut absorber et utiliser l'éther.
En décrivant le processus de conception, Takahashi se souvient qu'on lui avait initialement ordonné d'utiliser un « chien japonais » comme modèle. La conception s'est avérée difficile à rendre convaincante en tant que compagnon de combat, donc Talgor a été modifié pour ressembler à un loup. Parallèlement à la version adulte, Takahashi a créé une version chiot, qu'il a décrit comme « plus mignonne » qu'il ne l'aurait cru.
Le changement de nom de Torgal en Talgor fait référence à une modification similaire dans la traduction de The Last Remnant.

## Personnages secondaires

### Dion Lesage
Dion Lesage (ディオン・ルサージュ, Dion Rusāju) est le prince héritier du Saint-Empire de Sanbrèque et l'Émissaire de Bahamut, le Primordial de Lumière. Il est aussi le commandant en chef des Chevaliers-dragons impériaux, et est respecté de son peuple et redouté sur le champ de bataille. Après le mariage de son père avec Anabella et le début de son influence sur les décisions qui l'ont mené à faire de leur fils Octavien l'héritier, Dion lance un coup d'état contre elle avec le soutien de Joshua et l'aide de Terence, son second et amant. Dion tente de tuer Olivier, mais tue son ère qui s'est interposé. Désespéré et poussé par Octavien, Dion se transforme en Bahamut et ravage le château du Dominion du cristal. Clive et Joshua l'affrontent et le parviennent à le vaincre, et Dion tue Octavien dans un dernier souffle avant de perdre connaissance. Déterminé à se venger d'Ultima, qui contrôlait Octavien, et à se rependre, il rejoint Clive et Joshua dans leur assaut sur Origin, la forteresse d'Ultima, mais meurt en perçant leurs défenses.
Contrairement à Clive, Dion était censé être l'archétype d'un prince héroïque et lumineux. Son design évoque délibérément les Chevaliers-dragons des précédents jeux Final Fantasy. La conception de Bahamut était à l'origine beaucoup plus grande que dans le jeu final, avec des vestiges de cet objectif survivant dans les grandes ailes et la longue queue de l'Eikon. Dion est doublé par Stewart Clarke en anglais, Tony Marot en français et Yuichi Nakamura en japonais.

### Ultima
Ultima (アルテマ, Arutema) est l'antagoniste principal du jeu, qui agit principalement par des agents comme Barnabas. Il est l'avatar d'une civilisation ancienne qui a abandonné sa forme physique après avoir succombé au Fléau noir. Ils ont créé les Cristaux-mères pour canaliser l'éther de Valisthéa afin de lancer un sort de résurrection, et l'humanité − descendants du peuple déchu − pour créer le "Mythos", un hôte capable de contrôler les Primordiaux et lancer le sort au prix de la destruction de Valisthéa. Bien que les humains ont gagné leur liberté, Ultima a continué de les contrôler par la puissance des Cristaux-mères, la manipulation par métamorphose et la fondation de cultes religieux. Les plans d'Ultima échouent quand Clive détruit les Cristaux-mères un par un et s'empare de tous les Primordiaux. Ultima fait apparaître une nuée d'Akashic – des monstres corrompus par l'éther – et fait apparaitre sa forteresse Origin pour lancer le sort de résurrection. Clive finit par le vaincre et absorber ses pouvoirs pour détruire la source de toute magie sur Valisthéa, mettant fin au Fléau noir. Ultima est doublé par Harry Lloyd en anglais, Bernard Gabay en français et Mitsuru Miyamoto en japonais.

### Barnabas Tharmr
Barnabas Tharmr (バルナバス・ザルム, Barunabasu Zarumu) est le roi de Valoed et l'Émissaire d'Odin, le Primordial de ténèbres, et contrôle tout le territoire oriental du continent des Cendres. Il est originaire d'un autre pays où il a grandi dans le culte d'Ultima ; après la mort de sa mère tuée par un voleur, il a fui vers Valisthéa. Une fois arrivé à Valoed, il tombe sous l'influence d'Ultima et en vient à accepter d'accomplir son plan de destruction de l'humanité, se transformant à son tour en un Akashic conscient. Il affronte Clive à plusieurs reprises, en espérant l'isoler et faire de lui le Mythos voulu par Ultima. Après que tout le peuple de Valoed se transforme en Akashic, Clive l'affronte et le tue, s'emparant de ses pouvoirs d'Odin de force.
Le design de Barnabas était destiné à évoquer un « roi entièrement enveloppé de mystère », inspiré indirectement par le motif du Chevalier Noir des jeux précédents. Takahashi souhaitait transmettre à la fois la confiance en soi et le « vide » à travers son design. Odin a été créé pour paraître royal, mais aussi dérangeant, avec une tête combinant un casque avec un motif de crâne. Barnabas est exprimé par David Menkin en anglais, Jochen Hagele en français et Gotaro Tsunashima en japonais. Menkin avait déjà prêté sa voix à Magnus dans l'extension Shadowbringers de Final Fantasy XIV, attribuant l'obtention du rôle de Barnabas à sa performance en tant que Magnus. Il a qualifié Barnabas de l'un des personnages les plus intéressants qu'il ait joué.

### Hugo Kupka
Hugo Kupka (フーゴ・クプカ, Fūgo Kupuka) est l'Émissaire du Primordial de terre Titan, et le chef politique de la République de Dalméquie. A l'origine simple soldat dalmèque, son éveil comme Émissaire lui a permis de gagner influence, richesse et pouvoir ; il est fréquemment vu au combat, sur le champ de guerre ou au conseil dirigeant. Il a également une aventure avec Benedikta, dont la mort va le pousser à mener une vendetta contre Cid et ses alliés. Pendant leur affrontement, Clive parvient à trancher les mains de Hugo et prendre ses pouvoris de Dominant. Dès lors déterminé à se venger, un agent d'Ultima le pousse à se nourrir directement du Cristal-mère, provoquant une version surpuissante de Titan qu'Ifrit parvient à vaincre.
L'apparence musculeuse d'Hugo est basée sur la demande de Takai pour un monde où les personnages dotés d'une magie basée sur la force apparaissaient également physiquement forts, Takahashi s'amusant avec le design. Les jambes épineuses de Titan représentaient la personnalité impitoyable d'Hugo. Hugo est exprimé par Alex Lanipekun en anglais, David Krüger en français et Yasuhiro Mamiya en japonais. Lanipekun a trouvé que représenter le pouvoir politique et physique d'Hugo était la partie la plus intéressante du rôle.

### Benedikta Harman
Benedikta Harman (ベネディクタ・ハーマン, Benedikuta Hāman) est l'Émissaire du Primordial du vent Garuda, et la cheffe de l'unité d'espionnage et d'intelligence de Valoed. Elle a connu l'esclavagisme avant de rencontrer Cid qui l'a sorti de sa condition, jusqu'à ce qu'il déserte. Elle est alors devenu froide et manipulatrice, et haineuse envers Cid. Amante de Barnabas, elle a aussi une aventure avec Hugo Kupka. Benedikta est la première Émissaire dont Clive prend les pouvoirs, ce qui l'amène à la folie. Après une attaque de bandits qui tuent son escorte, elle se transforme en Garuda et Clive doit se transformer en Ifrit pour la tuer.
Takahashi a créé les designs de Benedikta et Garuda simultanément, Garuda étant l'un des deux premiers Primordiaux conçus et posant les bases générales de la conception des autres. Il a décrit le design de Benedikta comme ayant été créé « honnêtement » sans s'en soucier. Benedikta est doublée par Nina Yndis en anglais, Audrey Sourdive en français et Akari Higuchi en japonais. Comme Menkin, Yndis avait déjà prêté sa voix à un personnage de Shadowbringers et ne savait pas quel rôle elle jouait jusqu'à la fin de l'enregistrement. En raison de sa courte apparition dans l'histoire, Fox et Yndis ont déclaré qu'il était nécessaire de transmettre sa personnalité et son histoire uniquement par le biais de la performance.

### Anabella Rosfield
Anabella Rosfield (アナベラ・ロズフィールド, Anabera Rozufīrudo) est la Duchesse de Rosalia par un mariage entre cousins avec Elwin, et la mère de Clive et Joshua. Après avoir trahi, elle devient l'Impératrice de Sanbrèque et devient une des antagonistes. Elle aime tendrement Joshua mais méprise ouvertement Clive pour son échec à être Émissaire, et déteste Jill. Dans un désir de préserver la pureté de son sang noble, elle s'allie à Sanbrèque, leur livre Rosalia et laisse Clive être réduit en esclavage. Dans les années qui suivent, Anabella épouse l'empereur de Sanbrèque Sylvestre Lesage avec qui elle a un fils, Octavien, ignorant sa nature de vaisseau d'Ultima pour influencer la politique de l'Empire. Anabella manipule Sylvestre au travers de ses astrologues pour le faire éloigner Dion, et faire d'Octavien l'héritier à la place de Dion. Furieux, Dion tente un coup d'état contre Anabella et parvient à tuer Octavien sous les yeux d'Anabella. Dévastée et malgré la tentative de Joshua de l'apaiser, Anabella se tranche la gorge. Anabella est doublée par Christina Cole en anglais, Rafaèle Moutier en français et Yurika Hino en japonais,.

## Autres personnages
- Gab (ガブ, Gabu?) est un espion et traqueur originellement loyal à Cid qui devient vite un allié de Clive dans sa quête de destruction des Cristaux-mères. Il est éborgné mais survit à l'attaque de Titan sur le repaire de Cid, et devient un agent actif de reconnaissance, mais surtout un proche conseiller et confident de Clive et Jill. Il participe à l'évacuation de Valoed et aide une femme enceinte à fuir le pays, qui accouche après la destruction d'Origin. Gab est doublé par Christopher York en anglais, Vincent Ropion en français et Anri Katsu en japonais[36],[39].
- Viviane Neufcontes (ヴィヴィアン・ナインテールズ, Vivian Naintēruzu?, pour Vivian Nine-Tales) est l'aide stratège de Clive. Ancienne habitante du Dominion du Cristal, elle a fui le pays lors de l'invasion de Sanbrèque. Elle possède de nombreuses connaissances sur les forces politiques de Valisthéa, et permet de suivre les différents événements pour Clive. Viviane est doublée par Lara Sawalha en anglais, Stéphanie Lafforgue en français et Yuki Anando en japonais[36],[39].
- Mid'adole Telamon (ミドアドル・テラモーン, Midoadoru Teramōn?), surnommée Mid, est la fille adoptive de Cid, une ingénieure qui rejoint les rangs de Clive après que Barnabas a tenté de l'utiliser comme moyen de pression contre lui. Elle est la conceptrice et pilote de l'Enterprise, un navire puissant capable de naviguer dans les eaux pollués de Valisthéa. Mid est doublée par Katie Clarkson-Hill en anglais, Maryne Bertieaux en français et Mai Yamane en japonais[36],[39].
- Elwin Rosfield (エルウィン・ロズフィールド, Eruwin Rozufīrudo?) est l'Archiduc de Rosalia et le père de Clive et Joshua. Il a hérité du trône bien qu'il n'ait pas eu les pouvoirs du Primordial à la mort de son père, et traite Clive avec autant de gentillesse qu'il peut. Il meurt brutalement devant les yeux de Joshua lors de l'attaque de Fort-Phénix par les forces de Sanbrèque, déclenchant la transformation de Joshua en Phénix. Elwin est doublé par John Hopkins en anglais, Antoine Tomé en français et Hiroyuki Kinoshita en japonais[36],[39].
- Sylvestre Lesage (シルヴェストル・ルサージュド, Shiruvesutoru Rusāju?) est l'Empereur de Sanbrèque, un antagoniste secondaire dans l'histoire. Après avoir accepté l'accord avec Anabella, il tombe sous l'influence d'Ultima à travers Octavien, attisant son côté belliqueux, déshérite Dion et abdique pour faire d'Octavien le nouvel Empereur. Il meurt de la main de Dion en s'interposant pour sauver Octavien. Sylvestre est doublé par Andrew Havill en anglais, Philippe Valmont en français et Kazuhiro Yamaji en japonais[36],[39].

## Accueil critique
Cullen Black de RPG Site a noté positivement la qualité de l'écriture des personnages secondaires et des quêtes secondaires, et a salué l'incarnation de Cid dans le jeu comme l'une des meilleures de la série. Il a comparé positivement les thèmes et l'écriture du jeu à Final Fantasy Tactics (1997), soulignant son étude du coût de la chute des sociétés corrompues, et a salué le portrait et le développement du personnage de Clive. Michael Higham pour GameSpot a décrit le récit comme étant principalement axé sur l'évolution de Clive, louant ses interactions avec les personnages secondaires, saluant les performances vocales des acteurs principaux. Jordan Middler, pour Video Games Chronicle, a décrit le casting du jeu comme « un moment fort absolu », saluant les performances de Starr, Fielding et Ineson dans leurs rôles. Adam Beck de Hardcore Gamer a salué l'accent plus humain de l'histoire et l'introduction discrète de ses éléments fantastiques, et Mitchell Saltzman pour IGN a salué le développement de Clive tout au long du jeu tout en restant sympathique et attachant, saluant la distribution et les performances vocales dans leur ensemble. Eric Van Allen, pour Destructoid, a apprécié les performances du casting anglais, notant positivement la performance de Starr dans le rôle de Clive, qualifiant Ineson dans le rôle de Cid de « particulièrement mémorable » et louant Clarke dans le rôle de Dion. Ses principales critiques concernaient la gestion incohérente des thèmes de l'histoire autour des Pourvoyeurs et la mise à l'écart de certaines intrigues secondaires.
Moises Taveras de Paste Magazine était positif à propos du développement des personnages de Clive et Jill et de la chaleur montrée par de nombreux personnages dans le cadre sinistre du jeu, mais n'a pas aimé le changement de ton ultérieur, passant du combat contre l'esclavage à une plus grande menace magique. Zach Wilkerson de RPGFan a apprécié le casting et leurs histoires dans leur ensemble, sa principale plainte étant la rareté et la représentation des personnages féminins, les décrivant comme « peu développés et bien trop définis par les hommes de leur vie ». Wesley LeBlanc de Game Informer a salué les performances des acteurs et l'intrigue ultérieure et a déclaré que les joueurs apprécieraient les éléments romantiques, bien qu'il ait noté que l'histoire semblait parfois trop similaire à Game of Thrones. Edwin Evans-Thirlwell, écrivant pour Eurogamer, a trouvé Clive agréable mais simple par rapport au reste du casting, et a noté la déconstruction du trope du héros par le jeu à travers les actions de Clive et leurs conséquences. Giovanni Colantonio pour Digital Trends, a été déçu à la fois par l'histoire globale et par les arcs des personnages, affirmant qu'il était « difficile de différencier ses personnages plats les uns des autres ». Gita Jackson de Polygon n'a généralement pas aimé la conception de l'histoire et la représentation de l'esclavage dans le jeu, mais a apprécié la romance de Clive et Jill et la personnalité de Cid par rapport à l'écriture et au ton sombre, et a loué le doublage.
Un point récurrent chez les joueurs et les critiques était le manque perçu de diversité ethnique dans le casting et dans le monde du jeu, et la réponse de Yoshida à ce problème,,,. Tout en appréciant l'histoire, Evans-Thirlwell a souligné le manque de diversité ethnique malgré la taille de son monde, estimant que cela sapait les messages du jeu. Comme Evans-Thirlwell, LeBlanc a estimé que le casting entièrement blanc portait atteinte aux thèmes du début et à l'utilisation dans le jeu de l'esclavage des utilisateurs de magie, un sentiment partagé par Jackson. Colantonio a également fait écho aux réflexions sur le manque de diversité du jeu, mis en évidence par le style africain de l'une des nations du jeu. Dans un article sur la situation, Ash Parrish de The Verge a souligné les arguments courants contre l'approche de Yoshida (son cadre fantastique et la preuve historique de la diversité ethnique dans l'Europe médiévale) et a estimé que cela compromettait les objectifs du jeu d'atteindre un public plus large. Elle a également souligné les opus précédents Final Fantasy XII et XIV comme contre-arguments à l'approche de Final Fantasy XVI, tous deux présentant une diversité ethnique dans un cadre fantastique d'inspiration médiévale.
Une réaction plus positive est venue de l'inclusion de personnages LGBT dans le monde du jeu, notamment la romance confirmée de Dion et Terence,. Iain Harris de GamesRadar+, écrivant sur les réactions sur les réseaux sociaux, a noté à la fois la romance explicite et les dialogues informels trouvés dans le monde qui ont montré une présence générale de relations LGBT. Ed Nightingale, écrivant pour Eurogamer, s'est montré très positif quant à l'inclusion de personnages LGBT sans mettre l'accent sur leur orientation, les normalisant dans le monde de Valisthéa. Il a vu cela comme faisant partie d'une attitude plus progressiste de Square Enix concernant une plus grande inclusion du genre et de la sexualité. Cat Bussell de TechRadar a vu Dion comme une avancée positive pour la série, mais a estimé que sa romance avec Terence n'avait pas reçu beaucoup d'exploration ouverte ou d'attention par rapport aux scènes romantiques ou sexuelles avec des personnages féminins. Elle a également noté que la mort de Dion représentait une tradition encore courante de personnage LGBT tué dans les médias.